# Maharajganj (Bihar)
Maharajganj is een notified area in het district Siwan van de Indiase staat Bihar. 

## Demografie
Volgens de Indiase volkstelling van 2001 wonen er 20.878 mensen in Maharajganj, waarvan 50% mannelijk en 50% vrouwelijk is. De plaats heeft een alfabetiseringsgraad van 50%. 